# Roodborstmierlijster
De roodborstmierlijster (Formicarius rufipectus) is een zangvogel uit de familie Formicariidae (mierlijsters).

## Verspreiding en leefgebied
Deze soort komt voor van Costa Rica tot Venezuela en Peru. Er zijn vier ondersoorten:
- F. r. rufipectus: oostelijk Costa Rica en Panama.
- F. r. carrikeri: westelijk Colombia en westelijk Ecuador.
- F. r. lasallei: noordwestelijk Venezuela.
- F. r. thoracicus: van oostelijk Ecuador tot zuidoostelijk Peru.

## Status
De grootte van de populatie is in 2019 geschat op 0,5-5 miljoen volwassen vogels. Op de Rode lijst van de IUCN heeft deze soort de status niet bedreigd.